# Melhores do Ano de 2009
O Melhores do Ano de 2009 foi a 14ª edição dos Melhores do Ano, prêmio entregue pela emissora de televisão brasileira Rede Globo aos melhores artistas da emissora referentes ao ano de 2009.

## Resumo
| Programa           | Indicações | Prêmios |
| ------------------ | ---------- | ------- |
| Caminho das Índias | 11         | 2       |
| Viver a Vida       | 7          | 4       |
| Caras & Bocas      | 2          | 0       |
| Os Caras de Pau    | 2          | 0       |
| Fantástico         | 2          | 0       |
| Paraíso            | 1          | 1       |
| Jornal Nacional    | 1          | 1       |
| Zorra Total        | 1          | 1       |

## Vencedores e indicados
Os vencedores estão em negrito.
| Melhor Ator | Melhor Atriz |
| --- | --- |
| - Eriberto Leão - (Zeca em Paraíso) - Rodrigo Lombardi - (Raj em Caminho das Índias) - Tony Ramos - (Opash em Caminho das Índias)                               | - Alinne Moraes - (Luciana em Viver a Vida) - Juliana Paes - (Maya em Caminho das Índias) - Lília Cabral - (Teresa em Viver a Vida)             |
| Melhor Ator Coadjuvante | Melhor Atriz Coadjuvante |
| - Bruno Gagliasso - (Tarso em Caminho das Índias) - Alexandre Borges - (Raul / Humberto em Caminho das Índias) - Anderson Müller - (Abel em Caminho das Índias) | - Dira Paes - (Norminha em Caminho das Índias) - Cleo Pires - (Surya em Caminho das Índias) - Letícia Sabatella - (Yvone em Caminho das Índias) |
| Melhor Ator Revelação | Melhor Atriz Revelação |
| - Mateus Solano - (Miguel / Jorge em Viver a Vida) - Fábio Lago - (Fabiano em Caras & Bocas) - Marco Pigossi - (Cássio emCaras & Bocas)                         | - Adriana Birolli - (Isabel em Viver a Vida) - Bárbara Paz - (Renata em Viver a Vida) - Paloma Bernardi - (Mia em Viver a Vida)                 |
| Melhor Ator ou Atriz Mirim | Melhor Comediante |
| - Klara Castanho - (Rafaela em Viver a Vida) - Cadu Paschoal - (Hari em Caminho das Índias) - Karina Ferrari - (Anusha em Caminho das Índias)                   | - Katiuscia Canoro - (Zorra Total) - Leandro Hassum - (Os Caras de Pau) - Marcius Melhem - (Os Caras de Pau)                                    |
| Melhor Cantor | Melhor Cantora |
| - Padre Fábio de Melo - Daniel - Seu Jorge | - Claudia Leitte - Ivete Sangalo - Tânia Mara                                                                                                   |
| Melhor Grupo, Banda ou Dupla | Melhor Revelação Musical |
| - Victor & Leo - Exaltasamba - Skank | - Luan Santana - Maria Gadú - Myllena |
| Esportista do Ano | Melhor Jornalista |
| - César Cielo - Adriano Imperador - Ronaldo Nazário | - William Bonner - (Jornal Nacional) - Patrícia Poeta - (Fantástico) - Tadeu Schmidt - (Fantástico)                                             |
| Música do Ano | |
| - "Você Não Vale Nada", Calcinha Preta - "Borboletas", Victor & Léo - "Shimbalaiê", Maria Gadú                                                                  | |

### Prêmios especiais
| Troféu Mário Lago |
| ----------------- |
| Antônio Fagundes  |